# Polycelis tenuis
Polycelis tenuis är en plattmaskart som beskrevs av Isao Ijima 1884. Polycelis tenuis ingår i släktet Polycelis och familjen Planariidae. Arten är reproducerande i Sverige. Inga underarter finns listade i Catalogue of Life.